# Roger Normand
Pour les articles homonymes, voir Normand (homonymie).
Roger Normand (né le 9 février 1912 à Paris et mort le 26 décembre 1983) est un athlète français spécialiste du 1500 mètres.
Il remporte la médaille de bronze du 1 500 m lors des Championnats d'Europe de Turin en 1934, s'inclinant avec le temps de 3 min 57 s face à l'Italien Luigi Beccali et le Hongrois Miklós Szabó. Sur le plan national, Roger Normand s'adjuge quatre titres de champion de France de la discipline en 1933, 1935, 1937 et 1939.
Ses records personnels sont de 3 min 53 s 6 sur 1 500 m (1936) et 15 min 16 s 4 sur 5 000 mètres (1938). Il compte 17 sélections en équipe de France.

## Palmarès
| Date | Compétition           | Lieu  | Place | Épreuve |
| ---- | --------------------- | ----- | ----- | ------- |
| 1934 | Championnats d'Europe | Turin | 3e    | 1 500 m |